# Gladiovalva aizpuruai
Gladiovalva aizpuruai is een vlinder uit de familie tastermotten (Gelechiidae). De wetenschappelijke naam is voor het eerst geldig gepubliceerd in 1990 door Vives.
De soort komt voor in Europa.